# Germán Kratochwil
Germán Kratochwil (* 1938 in Korneuburg, Niederösterreich) ist ein österreichisch-argentinischer Sozialwissenschaftler und Schriftsteller.

## Leben
Germán Kratochwil verlebte seine frühe Kindheit in Korneuburg, Niederösterreich. Kurz nach dem Zweiten Weltkrieg wanderte die Familie nach Argentinien aus, wo er in Buenos Aires und Patagonien aufwuchs. Er studierte in Buenos Aires Soziologie und Architektur, mehrere Semester auch an der Universität in München, an der FU Berlin und in Hamburg. 1973 promovierte er in Hamburg als Sozialwissenschaftler. Er arbeitete als Friedhofsgärtner, Maurer, Landwirt, Verlagslektor, leitender Redakteur zweier sozialwissenschaftlichen Zeitschriften, forschte auf Gebieten der Kunstsoziologie, der Entwicklungszusammenarbeit und der Beziehungen Deutschland-Lateinamerika. Er war Büroleiter in lateinamerikanischen Auslandsmissionen der IOM (Internationale Organisation für Migration) in Peru, Paraguay und Uruguay, und zuständig für Migrationsfragen im Mercosur und Pacto Andino. Er veröffentlichte berufsspezifische Bücher in Spanisch und zahlreiche Beiträge in spanisch- und deutschsprachigen Medien, gelegentlich auch journalistische Texte zu Literatur und Politik in Lateinamerika, unter anderem in der Zeit, Der Monat, Zeitschrift für Kulturaustausch, blätter+bilder, Mundo Nuevo, Revista de Occidente. Als Schriftsteller ist er Verfasser von erzählender Prosa. Er lebt in der patagonischen Kordillere an dem Bergsee Lago Puelo und in Buenos Aires.
2012 erschien mit Scherbengericht sein erster Roman, der sich mit vertriebenen und ausgewanderten Deutschen und Österreichern und ihrer historischen Belastung in Patagonien beschäftigt. Mit dem vom Picus Verlag vertriebenen Roman stand Kratochwil bei der Verleihung des Deutschen Buchpreises 2012 auf der Longlist. Das österreichische Bundesministerium für Unterricht, Kunst und Kultur zeichnete ihn mit der Prämie für das besonders gelungene Debüt österreichischer Autoren 2012 aus. Im Herbst 2013 erschien sein Roman Rio Puro, der die Patagonienerfahrung von mitteleuropäischen Besuchern und Siedlern mit den Naturgewalten und den Einheimischen vertieft. Ab Juli 2015 wurde ihm ein Werkzuschuss aus dem Jubiläumsfonds der literar mechana (Wien) zur Förderung seines gegenwärtigen literarischen Projektes zuerkannt. Im August 2016 erschien sein Roman Territorium, der Abschluss einer absolut einmaligen patagonisch-österreichischen Trilogie. Urgewalt der Natur, multikulturelle Migration in einen vermeintlich friedlichen Weltwinkel und die globalisierten politischen Konflikte fügen sich zu einem Endszenario zusammen, das von erotischen Verstrickungen und schamanistischen Ritualen durchzogen wird. Wieder sind es die eindringlich geschilderten Charaktere und die vielfältigen Erscheinungsformen der Natur, die den Ablauf der Geschichte bestimmen.

## Werke
- 1967: Frenos económicos y sociales para la educación
- 1973: Die Entwicklungshilfe der BRD für Lateinamerika (Klett Verlag)
- 1973: Entwicklungshilfe und Abhängigkeit in Lateinamerika (Institut für Iberoamerika-Kunde)
- 1976: Wissenschaftlich-technologische Entwicklung und internationale Zusammenarbeit in Lateinamerika (Erdmann Verlag)
- 2012: Scherbengericht, Roman (Picus Verlag, Wien)
- 2013: Rio puro, Roman (Picus Verlag, Wien)
- 2016. Territorium, Roman (Picus Verlag, Wien)